# VoLTE
VoLTE, acronimo di Voice over LTE, è una tecnologia che consente di effettuare chiamate vocali su rete LTE (4G) basandosi sul modello architetturale IP Multimedia Subsystem (IMS).

## Descrizione
La tecnologia è stata definita dall'associazione GSMA (Groupe Spécial Mobile Association) in una documentazione risalente a marzo 2013.
L'impiego di VoLTE consente di avere chiamate vocali qualitativamente migliori rispetto al passato anche grazie al più ampio spettro di banda che viene riservato alle conversazioni. La voce è quindi più fedele all'originale (dove i dialoghi sono con una qualità della voce più nitida e cristallina, isolata dai rumori circostanti) e di conseguenza il tutto si traduce in una maggiore chiarezza della conversazione stessa.
Per garantire la compatibilità, 3GPP richiede almeno un codec di tipo AMR-NB (Adaptive Multi-Rate Narrowband), ma per adeguare il VoLTE è necessario il codec AMR-WB (Adaptive Multi-Rate Wideband), noto anche come HD-Voice. Questo codec è indicato nelle reti 3GPP che supportano 16 kHz di campionamento.

## VoLTE nell'area di lingua italiana
| Operatori MNO                          |                |                                                                       |                                 |
| Operatore                              | Servizio VoLTE | Data                                                                  | Note                            |
| TIM                                    | Attivo         | Dicembre 2015                                                         | [ 3 ]                           |
| Vodafone                               | Attivo         | Luglio 2015                                                           | [ 4 ]                           |
| Wind Tre                               | Attivo         | Ottobre 2020                                                          | [ 5 ] [ 6 ]                     |
| Iliad                                  | Attivo         | Febbraio 2024 per clienti business - Maggio 2024 per clienti consumer | [ 7 ]                           |
| Fastweb                                | Attivo         | Agosto 2021                                                           | [ 8 ] [ 9 ]                     |
| marchi commerciali degli Operatori MNO |                |                                                                       |                                 |
| Operatore                              | Servizio VoLTE | Data                                                                  | Note                            |
| Kena Mobile                            | Attivo         | Aprile 2022                                                           | marchio commerciale di TIM      |
| ho. Mobile                             | Attivo         | Luglio 2020                                                           | marchio commerciale di Vodafone |
| Very Mobile                            | Attivo         | Aprile 2020                                                           | marchio commerciale di Wind Tre |
| Operatori Virtuali MVNO                |                |                                                                       |                                 |
| Operatore                              | Servizio VoLTE | Data                                                                  | Note                            |
| PosteMobile                            | Attivo         | Luglio 2022                                                           | [ 13 ]                          |
| CoopVoce                               | Attivo         | Marzo 2023                                                            | [ 14 ]                          |
| 1Mobile                                | Attivo         | Ottobre 2020                                                          | [ 15 ]                          |
| Lyca Mobile                            | Attivo         | Settembre 2023                                                        | [ 16 ]                          |
| Tiscali Mobile                         | Attivo         | Giugno 2022                                                           | [ 17 ]                          |
| Noitel                                 | Attivo         | Novembre 2022                                                         | [ 18 ]                          |
| spusu                                  | Attivo         | Giugno 2024                                                           | [ 19 ]                          |
| Vianova                                | Attivo         | Ottobre 2021                                                          | [ 20 ] [ 21 ]                   |
| Svizzera                               |                |                                                                       |                                 |
| Operatore                              | Servizio VoLTE | Data                                                                  | Note                            |
| Salt                                   | Attivo         | Gennaio 2019                                                          | [ 22 ] [ 23 ]                   |
| Sunrise                                | Attivo         | Dicembre 2016                                                         | [ 24 ]                          |
| Swisscom                               | Attivo         | Giugno 2015                                                           | [ 25 ]                          |